# 816 (číslo)
Osm set šestnáct je přirozené číslo. Následuje po čísle osm set patnáct a předchází číslu osm set sedmnáct. Římskými číslicemi se zapisuje DCCCXVI a řeckými číslicemi ωις.

## Matematika
816 je:
- Abundantní číslo
- Složené číslo
- Nešťastné číslo

## Astronomie
- (816) Juliana je planetka hlavního pásu, kterou objevil v roce 1916 Max Wolf

## Roky
- 816
- 816 př. n. l.